# Quebo
Quebo è un settore della Guinea-Bissau facente parte della regione di Tombali.